# Višji vodnik
Višji vodnik je drugi najnižji podčastniški čin v Slovenski vojski, po Nato standardu uvrščen na raven OR6.Tipična dolžnost je poveljnik oddelka ali inštruktor.
Višji vodnik opravlja dolžnosti v poveljniško operativnem in strokovno - specialističnem stebru. Poveljuje oddelku. Uri in usposablja posameznika, posadke in skupine v oddelku. Razvija in vzdržuje bojno pripravljenost. Izvaja bojne postopke. Odgovoren je za moralno stanje moštva, z vzornim osebnim zgledom vpliva na vojake, vzdržuje disciplino in nadzira izvajanje nalog. Pozna program usposabljanja, pravilnike, normative, ter jih v praksi dosledno upošteva. Dnevno spremlja, preverja in ocenjuje znanje podrejenih.
Slovenska vojska :